# Los Shakers (álbum)
Los Shakers es el álbum debut de la banda de rock uruguaya homónima. 
Fue grabado en 1965 y editado por el sello Odeón en agosto de ese año.

## Antecedentes
A mediados de 1964 Hugo Fattoruso, Osvaldo Fattoruso, Roberto Capobianco y Carlos Vila forman un grupo intentando imitar a The Beatles. Su idea era no solo realizar covers e imitar la estética de la banda de Liverpool sino componer temas con su estilo.
En 1964 realizan algunas presentaciones en vivo en diversos boliches de Montevideo y para la televisión. En verano se van a Punta del Este para realizar shows allí. Tienen una gran repercusión en el público y la prensa. Algunos agentes y empresarios musicales les hacen llegar algunas ofertas, pero ellos las rechazan.
Al terminar la temporada veraniega regresan a Montevideo. Allí se les acerca Miguel Loubet, productor y pianista de Los Wawancó, informándoles del interés de la discográfica Odeón para que graben en Buenos Aires. Aceptan la propuesta, con la idea de grabar un par de canciones y volverse a Uruguay.
Al llegar a Argentina interpretan tres versiones de canciones anglosajonas y un par de temas propios ante el director artístico del sello, quien decide contratarlos de inmediato. Vuelven a su país para recoger pertenencias y ropa, ya que el director les había comentado que debían permanecer un mes en Buenos Aires para grabar. Al volver a la capital argentina y bajar del avión se encuentran con un recibimiento espectacular, con decenas de fotógrafos esperándolos. Resulta ser una movida publicitaria planeada por el director de Odeón, ya que el sello está realizando una gran apuesta por el grupo.

## Grabación y lanzamiento
La primera sesión de grabación se realizó el 23 de marzo de 1965.
Lo primero en editarse de Los Shakers es un simple que incluye las canciones "Rompan todo" y "Más", de Hugo y Osvaldo Fattoruso. La primera resulta un éxito y se ha transformado con el tiempo en un clásico del rock rioplatense. Luego editan otro simple con las canciones "Sigue buscando" (versión de una canción de Del Shannon) y "Sólo en tus ojos".
El primer LP del grupo se edita a mediados de 1965. Son catorce canciones, doce de ellas propias, con claras reminiscencias de The Beatles. Si bien la mayoría de las canciones están adjudicadas a Hugo Fattoruso y Osvaldo Fattoruso, el propio Osvaldo ha declarado que la mayor parte de las composiciones musicales eran de Hugo, mientras que él aportaba las letras.

## Recepción y críticas
El disco fue un gran éxito en Argentina y Uruguay. La repercusión que tuvo hizo que el grupo pasara a actuar permanentemente en Buenos Aires, llegando a tener un promedio de quince actuaciones semanales, además de tener diversas actuaciones en la televisión argentina.
Los Shakers pasaron a ser en el Río de la Plata un fenómeno similar al de The Beatles, con shows en los que los seguidores del grupo mostraban una especie de histeria colectiva por el fanatismo que les generaba la banda.
Las críticas también fueron favorables para con el grupo. Muchos especialistas consideran a la banda como muy buena, ponderando los buenos recursos compositivos y los arreglos de las canciones.

## Lista de canciones
Todas las canciones fueron escritas por Hugo Fattoruso y Osvaldo Fattoruso, a excepción de las indicadas.
Lado A
1. «Rompan todo».
2. «Qué amor».
3. «Nena sí sí».
4. «No fuimos».
5. «Corran todos».
6. «Estoy pensando». (Carlos Vila)
7. «Esta es mi fiesta». (Wally Gold, John Gluck Jr., Herb Weiner, Seymour Gottlieb)

Lado B
1. «Sigue buscando». (Del Shannon)
2. «Para ti, para mí».
3. «Corro por las calles».
4. «La larga noche».
5. «Nena baila shake».
6. «No me pidas amor». (Osvaldo Fattoruso y Roberto Capobianco)
7. «Dame».

## La banda
- Hugo Fattoruso: primera guitarra y voz
- Osvaldo Fattoruso: segunda guitarra y voz
- Carlos "Caio" Vila: batería
- Roberto "Pelín" Capobianco: bajo